# 미사키코엔역 (오사카부)
미사키코엔역(일본어: みさき公園駅)은 일본 오사카부 센난군 미사키 정에 위치한 난카이 전기 철도의 철도역이다. 난카이 본선의 소속역이며, 이 역을 기점으로 하는 난카이 다나가와 선 등 2개의 노선이 운행 중이다. 역 번호는 NK 41이며, 섬식 승강장 2면 5선의 구조를 갖춘 지상역이다.

## 타는 곳
| 1 | 난카이 본선 | 하행 대피선 | 와카야마시 방면         | (대피 열차)                       |
| 1 | 난카이 본선 | 상행        | 간사이 공항 · 난바 방면 | (당 역 환승하는 구간 급행 · 보통) |
| 2 | 난카이 본선 | 하행 본선   | 와카야마시 방면         |                                   |
| 3 | 다나가와 선 | 상행 본선   | 간사이 공항 · 난바 방면 |                                   |
| 4 | 다나가와 선 | -           | 다나가와 방면           | (13시 대의 열차 1대만)            |
| 5 | 난카이 본선 | -           | 다나가와 방면           | (상기 이외의 모든 열차가 발착)    |

## 이용 현황
| 연도 | 1일 평균 하차 인원 | 순위 |
| ---- | ------------------ | ---- |
| 2000 | 7,264              | -    |
| 2001 | 7,014              | -    |
| 2002 | 6,847              | -    |
| 2003 | 6,561              | -    |
| 2004 | 6,385              | 45위 |
| 2005 | 6,318              | -    |
| 2006 | 6,063              | -    |
| 2007 | 6,064              | -    |
| 2008 | 5,983              | -    |
| 2009 | 5,963              | -    |
| 2010 | 5,924              | -    |
| 2011 | 5,871              | 46위 |
| 2012 | 5,588              | 47위 |
| 2013 | 5,531              | 48위 |
| 2014 | 5,459              | 48위 |
| 2015 | 5,450              | 49위 |

## 역 주변
- 미사키 공원

## 인접 역
| 난카이 전기철도 난카이 본선 | 난카이 전기철도 난카이 본선 | 난카이 전기철도 난카이 본선                              |
| --------------------------- | --------------------------- | -------------------------------------------------------- |
| NK 37 오자키 난바 방면      | ■ 특급 '서던' · ■ 급행      | 와카야마다이가쿠마에 NK 43 와카야마코 ・ 와카야마시 방면 |
| NK 40 단노와 난바 방면      | ■ 구간 급행 · ■ 보통        | 교시 NK 42 와카야마코 ・ 와카야마시 방면                 |
| 난카이 전기철도 다나가와 선 |                             |                                                          |
| 시·종착역                   | 다나가와 선                 | 후케초 NK 41-1 다나가와 방면                             |